# هربرت ویمر
هربرت ویمر (به آلمانی: Herbert Wimmer) بازیکن فوتبال و هافبک اهل آلمان است که از سال ۱۹۶۸ میلادی عضو تیم ملی فوتبال آلمان بوده‌است. وی در ۳۶ بازی ملی حضور داشته است و آخرین بازی ملی خود را در سال ۱۹۷۶ میلادی انجام داد. هربرت ویمر در بازی‌های ملی‌اش ۴ گل به ثمر رساند.